# Délnyugati-fok
A Délnyugati-fok (South West Cape, maori nyelven Puhiwaero) az Új-Zéland Stewart-szigetén az általában a szigetország „kontinentális” területének tekintett három fő sziget (Északi-sziget, Déli-sziget és Stewart-sziget) legdélebbi pontja. A foknak nagy tájékozódási jelentősége volt a vitorlás kereskedelmi hajózás korában, és ma is számon tartják a Csendes-óceán déli részén vitorlázó jachtok. 

## Története
James Cook volt az első európai, aki erre hajózott. 1770-ben látta meg a hegyfokot, de azt az új-zélandi Déli-sziget részének tartotta, Déli-foknak nevezte el és így is jelölte meg térképén. Cook téves térképéről számos másolat készült, 1798-ban Rómában is kiadták.
Csak 1809 februárjában térképezte fel Eber Bunker kapitány Pegasus nevű hajójával a Déli-sziget és a mai Stewart-sziget közötti tengerszorost, ami később a Foveaux-szoros nevet kapta. Ugyanennek az évnek az augusztusában hajózott erre Samuel Rodman Chace kapitány, akinek az első tisztje, William Stewart a kor színvonalán pontosan feltérképezte a szigetet, amit később róla is neveztek el.

## Fordítás
Ez a szócikk részben vagy egészben a South West Cape című német Wikipédia-szócikk ezen változatának fordításán alapul.  Az eredeti cikk szerkesztőit annak laptörténete sorolja fel. Ez a jelzés csupán a megfogalmazás eredetét és a szerzői jogokat jelzi, nem szolgál a cikkben szereplő információk forrásmegjelöléseként.